# Pteropus poliocephalus
Pteropus poliocephalus er en art af flagermus i familien flyvende hunde hjemmehørende i det østlige Australien. Arten har ikke et dansk navn, men kaldes på engelsk Grey-headed flying fox. Medlemmerne af slægten Pteropus er blandt verdens største flagermus. Pteropus-slægten indeholder i dag omkring 57 anerkendte arter. 
- Tegning af P. poliocephalus
- P. poliocephalus i Royal Botanic Gardens (Sydney)
- Vingefanget kan være mere end 100 centimeter
- Et dyr i fangenskab